# Chronologie datování
Gregoriánský kalendář a křesťanský letopočet, které dnes používáme, jsou jen jedny z variant v celé řadě možných kalendářů a letopočtů používaných a navrhovaných v různých dobách a různých zemích. K našemu způsobu datování událostí vedl dlouhý vývoj, který není dodnes zcela dovršen.
Je úkolem historické chronologie, která je pomocnou vědou historickou, převádět rozmanité způsoby datování použité v historických dokumentech v různých kulturách na jednoznačný časový údaj. Tato úloha se týká i astronomů a jiných přírodovědců, kteří sledují astronomické či geologické události a periody jejich opakování.
Návrhy na optimalizaci počátku časové osy pro datování a zpřesnění kalendářního cyklu tak, aby zachovával krok s ročním slunečním cyklem v průběhu několika tisíců let, vznikají vždy, když se objeví poznatky, které takovou optimalizaci vyžadují a umožňují. Proto i v následujícím přehledu jsou některé takovéto – dosud neuplatněné návrhy uvedeny.
V následujícím přehledu jsou uvedeny chronologicky opěrné body pro převody kalendářních údajů a také události typu zavedení a změny kalendářů a letopočtů (éry).

## 10 000 př. n. l. – 3 001 př. n. l.
10 000 př. n. l.
počátek holocénového letopočtu, který v roce 1993 navrhl Cesare Emiliani (v publikaci Emiliani C. (1993), Calendar reform. Nature 366:716), jehož údaje by měly být označovány slovy Holocene Era, zkratka HE
počátek obdobného letopočtu Džómon (anglicky Jomon Era), zkratka JE, navrženého v Japonsku. Údaj JE je shodný s holocénovým letopočtem: JE = HE.
5514/5515 př. n. l.
počátek alexandrijského letopočtu (bulharské éry, španělské éry)
5508 př. n. l.
1. září / 1. březen – počátek ruského/byzantského letopočtu (od stvoření světa) označovaného řeckými slovy Aeton Cosmon [αητον κοσμου]
5502/5503 př. n. l.
počátek syrské éry (moravského chronografu A)
4713 př. n. l.
1. leden – počátek Scaligerovy juliánské periody (1. juliánský den), která trvá 7980 let (28 × 19 × 15)
4241 př. n. l.
počátek (nejstarší) sóthické periody
4004 př. n. l.
26. říjen 9 hodin ráno – okamžik stvoření světa podle biskupa Usshera (ovšem jak zjistil, že bylo 26. října a navíc 9 hodin ráno, když Slunce Bůh stvořil až druhého dne? První den tedy klidně mohl trvat týden, měsíc, 10 000 000 let...?)
4000 př. n. l.
1. leden – počátek zednářského letopočtu (vzniklého přidáním 4000 let k údajům „našeho letopočtu“) – předpokládané datum stvoření světa. Údaje tohoto letopočtu jsou označovány latinským Anno Lucis
3761 př. n. l.
pondělí 7. říjen – počátek židovského letopočtu (podle proleptického juliánského kalendáře) – předpokládané datum stvoření světa. Údaje tohoto letopočtu jsou označovány latinským Anno Mundi (Léta Světa, zkratka A. M. nebo AM)
3113 př. n. l.
12. srpen – výchozí datum mayského letopočtu označované 0.0.0.0.4. ahau 8. cumhu
3102 př. n. l.,
18. únor podle proleptického (tj. zpětně datovaného) juliánského kalendáře nebo 23. leden podle proleptického kalendáře gregoriánského) – počátek indického letopočtu Kálijuga

## 3 000 př. n. l. – 1 001 př. n. l.
2781 př. n. l.
počátek 2. sóthické periody
2697 př. n. l.
počátek čínského letopočtu podle varianty 2
2637 př. n. l.
počátek čínského letopočtu podle varianty 1
2400 př. n. l.
předpokládá se používání tzv. egyptského kalendáře v Egyptě. Kalendář měl pevně 365 dní (12 třicetidenních měsíců a 6 dní navíc na konci roku) v každém roce, takže po sto letech se například letní slunovrat posunul o 25 dní (proto se mluví o Toulavém roce – Annus Vagus). Měsíce byly rozděleny na 3 desetidenní „týdny“. Právě kvůli „toulavosti“ svého kalendáře používali Egypťané k určení ročních sezón heliaktický východ hvězdy Sirius. Ten připadl na stejný kalendářní den vždy po 1460 juliánských neboli 1461 egyptských letech – tato dlouhá perioda se nazývá sóthická. Egypťané si také byli vědomi, že 309 lunací odpovídá zhruba 9125 dnům nebo 25 egyptským rokům.
2137 př. n. l.
22. říjen – zatmění slunce v Číně
1321 př. n. l.
počátek 3. sóthické periody egyptského kalendáře (viz text k roku 2400 př. n. l.)

## 1000 př. n. l. – 101 př. n. l.
841 př. n. l.
počátek historického datování v Číně
776 př. n. l.
1. červenec nebo 8. červenec (viz Proleptické datování) – datum první olympiády = počátek počítání letopočtu podle pořadí řeckých olympiád konaných vždy po čtyřech letech (například 3. rok 2. olympiády začínal červencem roku 770 př. n. l.).
753 př. n. l.
21. duben – počátek římského letopočtu „od založení Města“ (Říma): ab urbe condita (A. U. C. nebo AUC)
747 př. n. l.
26. únor – počátek Nabunassirského letopočtu (Nabunassirovy éry) – prvního z letopočtů používaných v historii (užíval se do 3. století př. n. l.)
8. století př. n. l.
král Numa Pompilius prodloužil 10měsíční římský rok o dva měsíce nazvané XI. Januarius a XII. Februarius
691 př. n. l.
10. březen – počátek éry Ančansakarat (řídce užívané) buddhistického kalendáře
660 př. n. l.
11. února podle proleptického gregoriánského kalendáře – den založení Japonska, vyhlášený v roce 1872 za vlády císaře Meidžiho – počátek tzv. císařského letopočtu (Imperial Era) používaného v Japonsku v letech 1872–1948
585 př. n. l.
28. květen (13.30 hod SEČ) – zatmění Slunce (Thaletovo)
545 př. n. l.
11. března – počátek éry Buddhasakarat (Buddhistické éry – B. E.) buddhistického kalendáře – rozdíl oproti našemu letopočtu však činí dnes 543 let v Thajsku, kde přeložili v dubnu 1940 začátek roku na 1. leden.
543 př. n. l.
počátek indického letopočtu nirvány (od smrti Buddhy Šakja Muni?)
počátek thajského solárního letopočtu (viz 1941)
484 př. n. l.
zavedení „čtvrtzbytkového“ kalendáře v Číně – první vypočtený čínský kalendář s využitím poznatku, že délka slunečného roku je 365 a 1/4 dne
483 př. n. l.
počátek buddhistického letopočtu
440 př. n. l.
objev Metonova cyklu
432 př. n. l.
při řecké olympiádě byl Metonův kalendář postaven ve středu Atén
330 př. n. l.
letním slunovratem tohoto roku začal Kallippův cyklus řeckého kalendáře
312 př. n. l.
1. říjen – počátek seleukovského letopočtu (Babylónie, Sýrie, Palestina) – den, kdy Seleukos I. Níkátor dobyl Babylon a začal vládnout nad asijskou částí říše Alexandra Velikého.
264 př. n. l.
řecký historik Timaos zavedl letopočet podle olympiád (užíval se asi do 5. stol. n. l.) – viz 776 př. n. l.
238 př. n. l.
7. březen – Ptolemaios III. Evergét vydal dekret, jímž zavedl v Egyptě přestupné roky (každý čtvrtý rok má 366 dnů)
153 př. n. l.
od tohoto roku nově zvolení konzulové nastupovali svůj úřad vždy v měsíci Januariu (ačkoliv římský rok začíná v březnu)
kolem 125 př. n. l.
řecký učenec Hipparchos objevil precesi – předbíhání rovnodennosti a navrhl Hipparchův cyklus 304 slunečních roků = 3760 lunací = 111 035 dnů. Tento poznatek se v žádném kaledáři nevyužil.
113 př. n. l.
podle členů Všeněmeckého hnutí (působícího na konci 19. století) byla v tomto roce uvedena první historická zmínka o Germánech, a proto Všeněmci považovali tento rok za počátek „správného“ germánského letopočtu

## 100 př. n. l. – 400 n. l.
57 př. n. l.
počátek „vikram samvatského“ letopočtu (sev. Indie)
46 př. n. l.
juliánská reforma – nepořádný rok; zaveden Januarius jako 1. měsíc roku
45 př. n. l.
1. leden – na tento den připadl nov (nový měsíc)
počátek juliánského kalendáře, ale nepochopením Sosigenovy ideje byl v dalších 36 letech zařazován jako přestupný každý třetí rok
22 př. n. l.
císař Augustus zavedl po egyptském vzoru kalendář s každým čtvrtým přestupným rokem, který se nazýval „Alexandrijský kalendář“.
8 př. n. l.
z příkazu císaře Augusta nebyly až do r. 8 n. l. zařazovány přestupné roky, aby se vyrovnala chyba z let 45–8 př. n. l.
1 př. n. l.
nultý rok astronomického letopočtu označovaného někdy −/0/+. Pro astronomické výpočty je totiž nevýhodou, že křesťanský kalendář nemá nultý rok, takže mezi 1. lednem 1 př. n. l. a 1. lednem 1 n. l. neuplynou dva roky, ale pouze jeden rok. Proto astronomové definují rok 1 př. n. l. jako rok 0 −/0/+, a rok 2 př. n. l. jako rok -1 −/0/+. Rok 1 n. l. označují jako rok +1 atd.
1 n. l.
1. leden – počátek křesťanské éry = našeho letopočtu (v češtině zkratka n. l.). V starších textech Léta Páně (zkratka L. P.) nebo po Kristu (zkratka po Kr. nebo po K.), latinsky Anno Domini (zkratka A. D. nebo AD) také Anno Salutis (Léta Spasení), dnes v angličtině Current Era (= běžného letopočtu, zkratka CE). Pro roky před počátkem tohoto křesťanského letopočtu je užíváno v češtině slovní spojení „před naším letopočtem“ (zkratka př. n. l.), ve starších textech „před Kristem“ (zkratka před Kr. nebo př. Kr. nebo př. K.). Latinsky bylo používáno spojení Ante Christum (zkratka A. C.) a v angličtině Before Christ (zkratka B. C. nebo BC) – dnes se užívá Before Current Era (zkratka B. C. E. nebo BCE)
8 n. l.
1. březen – teprve od tohoto data odpovídá datování pravidelnému juliánskému kalendáři (dokončení korekcí nařízených císařem Augustem v roce 8 př. n. l.)
29. srpen (juliánského kalendáře) – počátek éry Vtělení etiopského kalendáře
31 n. l.
neděle 25. březen – výchozí datum pro stanovení počátku křesťanského letopočtu Dionýsem Exiguem – viz rok 525.
78 n. l.
17. březen – počátek éry Mahasakarat buddhistického kalendáře
78 n. l.
22. březen – počátek indického letopočtu „Šaka“
139
20. červenec – podle římského autora Censoria došlo heliaktickému východu Siria v Egyptě, a odtud Censorius stanovil předcházejí východy Siria na 1322 př. n. l. a 2782 př. n. l. (další celý sothický cyklus začínal v roce 4242 př. n. l.).
284
pátek 29. srpen – počátek diokleciánského letopočtu (éry mučedníků – martyrů) užívaného v koptském kalendáři. Údaje tohoto letopočtu jsou označovány jako Anno Martyrum (Léta Mučedníků, zkratka A. M. nebo AM).
292
nejranější údaj z historie Mayů
312
Konstantin Veliký zavedl počítání let v rámci 15letého cyklu – indikce
325
všeobecný křesťanský ekumenický koncil svolaný císařem do maloasijské Nicei přijal juliánský kalendář s jarní rovnodenností připadající na 21. březen
394
císař Theodosius I. zakázal olympijské hry (konec počítání let podle olympiád)

## 401 n. l. – 1500
525
Dionýsios Exiguus zavedl křesťanský letopočet (viz rok 1 n. l.). Do té doby byl používán letopočet Diokleciánovy éry (Anno Martyrum) – viz rok 284
562
vydání spisu „Computus paschalis“, ve kterém je poprvé použito letopočtu „od vtělení Páně“ (Anno Domini) podle Dionýsia (viz 525)
619
čínští chronologové (v druhém roce dynastie Tang) začali při výpočtu pohybů Slunce a Měsíce na obloze používat aproximaci parabolami
622
16. červenec – počátek muslimského letopočtu (hidžra). V latinských textech jsou údaje tohoto letopočtu (podle muslimského kalendáře s 354denními roky) označovány slovy Anno Hegirae (Léta Hidžry, zkratka A. H. nebo AH). Pro roky íránského letopočtu, který má stejný počátek, ale délku slunečného roku (365 dní), se užívá Anno Hegirae Solar (zkratka A. H. S. nebo AHS).
632
16. červen – počátek éry Jazdegerd (den korunovace Jazdegerda III. Perského – posledního panovníka Sasánovců) užívané v Zoroasterském kalendáři. (zkratka Y. Z.)
638
22. březen – počátek éry Čulasakarat buddhistického letopočtu
1079
15. březen – počátek nového Džalalad-Dínova (perského) letopočtu s kalendářem Omara Chajjáma (1048–1131) v Íránu
1176
Kirik, jáhen Antonínského monastýru v Novgorodě napsal práci, jejíž název by v češtině zněl „Ponaučení, s nímž bude člověk znát všechny letopočty“, kde jsou užívány pojmy epakta (počet dnů od posledního novu do 1. ledna), indikce (15leté období), sluneční kruh (28leté období), měsíční kruh (19leté období).
1492
1. září – v Rusku (kde užívali byzantský letopočet) byl přeložen začátek roku z 1. března na 1. září

## 1501–2000
1582
24. únor – papež Řehoř XIII. vydal bulu „Inter gravissimas“, kterou zavedl gregoriánský kalendář podle návrhu italského matematika a lékaře Luigi Lilia – profesora univerzity v Perugii
1645
po příchodu jezuitů do Číny bylo k výpočtům pohybu Slunce a Měsíce poprvé použito aproximace sinusoidami – výsledkem byl Shixianský kalendář dynastie Quing vytvořený jezuitou Adamem Schallem.
1699
19. prosinec (v r. 7208 byzantské éry) – Petr I. vyhlásil, že v Rusku bude od 1. ledna 1700 platit křesťanský (juliánský) letopočet a kalendář, a tak zavedl nově počátek roku z 1. září na 1. leden. (Zatímco v Evropě katolické země dávno přešly na gregoriánský kalendář, v protestantských zemích s přechodem váhali. Proto v Rusku, jehož car „byl na stáži“ v protestantském Holandsku, se této příležitosti ve změně letopočtu nevyužilo k přechodu na gregoriánský kalendář a juliánský kalendář zůstal v platnosti).
1782
1. duben – počátek „Thajského národního letopočtu“ platný v letech 1912–1941
1782
6. duben – počátek „Thajského národního letopočtu“ platného v letech 1888–1912
1792
22. září – podzimní rovnodennost v 9 hod 18 min – první den republiky po zrušení královské moci Národním konventem – počátek francouzského revolučního kalendáře a republikánského letopočtu (Republican Era).
1805
31. říjen – znovuzavedení gregoriánského kalendáře ve Francii
1844
21. března – počátek Bahá´í éry (zkratka B.E.) baháiského kalendáře
1849
návrh na zavedení astronomického letopočtu −/0/+ (viz rok 1 př. n. l.)
1884
ruské církvi a vládě byl předložen návrh na úpravu kalendáře od německého astronoma J. H. Mädlera (1784–1874) – profesora Dorpatské (dnes Tartuské) univerzity
1888
král Čulangkorn vyhlásil thajský národní letopočet s počátkem v den založení města Bangkoku (6. duben 1782), v roce 1912 byl počátek letopočtu přesunut na 1. duben 1782.
1912
počátek severokorejského letopočtu Ču-čche (1912 = Ču-čche 1, 2006 = Ču-čche 95) – rok narození zakladatele státu Kim Ir-sena.
1918
v Rusku po dni 31. leden následuje 14. únor – zavedení gregoriánského kalendáře sovětskou vládou v Rusku
1923
květen – sněm pravoslavných církví v Konstantinopoli přijal novojuliánský kalendář navržený bělehradským profesorem Milutinem Milankovičem (1879–1956), avšak Rumunsko, Řecko a Srbsko přijalo raději kalendář gregoriánský a pravoslavná církev zůstala při „starém stylu“ – používá i nadále juliánský kalendář.
1928
10. říjen – po vytvoření Čínské republiky Kuomintangem byl v Číně přijat gregoriánský kalendář s tou výjimkou, že den vzniku republiky 10. 10. 1928 se stal pro Čínu dnem 1. leden 1929. (což platilo do roku 1949)
1929
1. říjen – byl zaveden sovětský revoluční kalendář, v němž 22. leden byl Den Lenina, 1. a 2. květen byly Dny Práce, 7. a 8. listopad byly Dny Průmyslu a v přestupném roce se vkládal den po 30. únoru. Sedmidenní týden byl nahrazen pětidenním (pjatidňovka) – rok měl 72 pětidenních týdnů.
1930
Elizabeth Achelisová z newyorského Brooklynu předložila reformu gregoriánského kalendáře (4 čtvrtletí po 91 dnech, v každém čtvrtletí měsíce s 31, 30 a 30 dny, poslední (365. den označen W – 31. prosinec – světový den – svátek, který nepatří k žádnému týdnu). Každý rok (a každé čtvrtletí začíná nedělí). V přestupném roce se zařazoval druhý světový den (nepatřící k žádnému týdnu) a to na 31. června, po němž následovala neděle 1. července.
1931
1. prosinec – Sovětský svaz obnovil původní délky měsíců a pětidenní týden změnil na šestidenní
1940
v Sovětském svazu byl obnoven 7denní týden (nařízením Nejvyššího sovětu SSSR ze dne 26. června). Kromě nedělí byly nepracovními dny rovněž 22. leden, 1. a 2. květen, 7. a 8. listopad a 5. prosinec (Den Ústavy).
1941
thajský premiér Phibunsongchram rozhodl, že se budou roky počítat od roku 543 př. n. l. a bude se používat thajský solární kalendář. Je to tzv. thajský solární letopočet.
1949
po vzniku Čínské lidové republiky (ČLR) byl v Číně opět zaveden normální („náš“) letopočet. Na Tchaj-wanu zřejmě k této změně v této době nedošlo.
1950
skončilo používání zkratky B. P. (= years Before Present = roků Před přítomnou/současnou dobou) používané při radiokarbonovém datování.
1957
22. březen – oficiální užití občanského indického kalendáře k novému roku éry Šaka (1. Čaitra 1879 S. E.) – zkratka S. E. nebo SE
1993
Cesare Emiliani (v publikaci Emiliani C (1993) Calendar reform. Nature 366:716) navrhuje holocénový letopočet (Holocen Era – HE) s počátkem v roce 10 000 př. n. l.